# Scaphoidophyes pyrus
Scaphoidophyes pyrus är en insektsart som beskrevs av Barnett och Freytag 1976. Scaphoidophyes pyrus ingår i släktet Scaphoidophyes och familjen dvärgstritar. Inga underarter finns listade i Catalogue of Life.